# Демич, Леонид Михайлович
Леонид Михайлович Демич (1929—1999) — главный инженер Навоийского ГМК (1978—1992), дважды лауреат Государственной премии СССР.

## Биография
После окончания Московского института цветных металлов и золота по специальности «Разработка полезных ископаемых» (1953) работал на горнорудных предприятиях Чехословакии (г. Яхимов).
С 1958 г. в Учкудуке: первый главный инженер первого рудника (шахтные поля 1 и 2), заместитель главного инженера, главный инженер рудника № 2 (1960-1962), главный инженер предприятия. С 1971 по 1975 год — главный инженер Северного рудоуправления Навоийского ГМК (п. Учкудук).
С 1975 по 1978 год — заместитель главного инженера по горным работам Навоийского ГМК, с 1978 года — главный инженер комбината.
Под его руководством был достигнут высокий уровень механизации на подземных горных работах в сложных горно-геологических условиях, что позволило в несколько раз увеличить выработку и добычу ураносодержащих руд.
С 1992 г. на пенсии. Умер в 1999 году в г. Димитровград Ульяновской области.
Дважды лауреат Государственной премии СССР (1977 год (за освоение месторождения Учкудук) — в составе коллектива: Л. М. Демич, Л. Д. Ефанов, Б. Н. Зиздо, О. Н. Мальгин, П. Л. Нижников, А. А. Петров, Б. И. Шварцман, А. П. Щепетков — НГМК; В. В. Михайлов — Первое Главное управление; Л.Х Мальский, Л. Г. Подоляко — проектный институт; 1986 год — в составе коллектива: В. Николаев, И. Дорофеичев, А. Суворов, Н. Шереметьев, Л. Демич, Р. Садыков, Л. Бешер-Белинский, В. Щепетков, В. Горуля, Е. Тарубаров, М. Пименов). 
Награждён орденами Октябрьской Революции, Трудового Красного Знамени, «Знак Почёта», знаком «Шахтерская слава» трех степеней.
Сочинения:
- Демич Л. М., Рубцов С. К., Шеметов П. А. Интенсификация взрывного дробления руды и пород в карьере Мурунтау. Сб. научно-технических статей. Теория и практика разработки месторождения Мурунтау открытым способом, Ташкент, ФАН АнРУз, 1997, с.70-75.

Жена - Демич Лидия Александровна (1930), ведущий инженер аналитической лаборатории ЦНИЛ НГМК.